# Photo. Ceci est la couleur de mes rêves
Photo. Ceci est la couleur de mes rêves és una pintura de Joan Miró datada l'any 1925, que forma part de la col·lecció del Metropolitan Museum of Art de Nova York.

## Descripció
Es tracta d'una pintura de composició molt senzilla i de gran càrrega poètica alhora. De fet, l'obra només presenta tres elements que semblen surar sobre la tela: la paraula «Photo», una taca de color blau i la frase «ceci est la couleur de mes rêves» ("aquest és el color dels meus somnis"). Les paraules estan pintades amb delicadesa, i si l'obra es mira de prop, s'hi poden observar les marques de llapis que l'artista va fer per tenir referències de la mida i la posició de les lletres. La cal·ligrafia emprada recorda a la d'un escolar en el procés d'aprenentatge de l'escriptura, quan més aviat dibuixa les lletres, en lloc d'escriure-les.
L'obra s'emmarca en una època (entre 1924 i 1927) en la que l'artista va realitzar un grup de pintures-poesia, caracteritzades per l'ús de grans camps de color combinats amb signes enigmàtics. La realització d'aquestes peces està directament relacionada amb la seva relació amb André Breton i altres protagonistes del moviment surrealista.
La pintura actualment es troba exposada al Metropolitan Museum of Art de Nova York. Ara bé, abans d'arribar a formar part de la col·lecció d'aquesta institució, la pintura va tenir diversos propietaris, entre els quals destaquen el poeta Jacques Viot o Pierre i Maria-Gaetana Matisse.
| «                                            | — Quan vau pintar Ceci est la couleur de mes rêves, vau escriure a la part de dalt de la tela: "photo"… — Perquè havia partit de la idea d'una fotografia, ja no recordo de què era aquesta fotografia. No vaig fer cap collage ni cap reproducció. Només vaig pintar el mot "photo". Era més en la línia de Picabia que no pas en la de Breton. | » |
| — Joan Miró, conversant amb Georges Raillard | |   |

## Interpretacions
Margit Rowell entén aquesta pintura com un cal·ligrama,i relaciona el color blau amb l'ús del blauet en entorns tradicionals catalans com a element de protecció. Rowell també va relacionar aquesta pintura amb un poema de Mallarmé, Un coup de dés, que presenta una composició similar a la de la pintura i que, segons Rowell, acara el color blau (sinònim d'esperança) amb l'abisme (la desesperança).
Altres autors han considerat que les paraules presents en l'obra són precisament el somni del pintor, i incideixen en el significat del terme «photo»: la captura, l'enregistrament fred d'un objectiu, que en aquest cas és el color blau dels somnis de Miró, que l'hauria "fotografiat" en aquesta pintura. Finalment, Jacques Dupin considerà que aquesta obra era la pintura-poesia més misteriosa de totes les de Joan Miró.